# Shamseddin Seyed-Abbasi
Seyyed Shamseddin Seyyed Abbasi (persiska: سيد شمس الدین سید عباسی), född 5 februari 1943 i Shemshak i Mazandaran i Iran, död 16 mars 2004 i Teheran, var en iransk brottare. Han vann en bronsmedalj i fjäderviktsklassen i fristil vid olympiska sommarspelen 1968. Han vann också en guldmedalj vid världsmästerskapen 1970, två silvermedaljer vid världsmästerskapen 1969 och 1971 och en guldmedalj vid Asiatiska spelen 1970.